# Posiciones del fútbol
El fútbol (del inglés Football) es un deporte en el que dos equipos compuestos por once jugadores se enfrentan entre sí. Cada equipo, que dispone de diez jugadores que se mueven por el campo y de un portero (también conocido como guardameta), tratará de lograr que el balón (pelota) ingrese en la portería del equipo rival, respetando diversas reglas. 
Este deporte, que en España también recibía antiguamente el nombre de balompié y que en los Estados Unidos se conoce como soccer, tiene como regla más importante que los jugadores, con la excepción del portero en su área, no pueden tocar el balón con las manos o los brazos.
Cada vez que la pelota entra en la portería rival, se consigue un gol (una anotación). El equipo ganador es el que marca más goles en el tiempo reglamentario (dos tiempos de 45 minutos), aunque el empate (la igualdad de goles) es un resultado posible.
El campo de juego en el fútbol es rectangular y está cubierto de césped, por lo general natural. Las porterías se encuentran a cada lado del campo, y cada equipo debe defender uno y anotar (hacer goles) en el otro.
El origen del fútbol tuvo lugar en Inglaterra. La Football Association desarrolló en 1863 la mayoría de las reglas que, aún hoy, rigen este deporte. En la actualidad, la Fédération Internationale de Football Association (cuya sigla es FIFA) es el organismo que se encarga de regir el fútbol a nivel mundial.

## Posición de portero
El portero, también llamado arquero, cancerbero, guardameta, guardavalla, meta o golero (en Uruguay), es el jugador que ataja el balón cuando va a portería para evitar el gol, es el único autorizado para utilizar las manos dentro del juego. Normalmente permanece ubicado dentro de lo que se conoce como área grande, que es el rectángulo trazado en los extremos del campo y que encierra el arco o portería. El arquero no puede tocar la pelota con sus manos más allá del área. Este jugador usa el dorsal 1, aunque el portero suplente suele usar el dorsal 13.

### Posicionamiento
El portero, debe ser capaz de posicionarse en los lugares del campo correctos para evitar los intentos de gol del contrario. Necesita posicionarse en todo momento para cubrir de forma rápida y eficaz la portería de un poste al otro y también del suelo al travesaño. Aunque hay porteros no muy altos, generalmente la altura es una característica física muy valorada. Hay guardametas más estáticos, a los que les gusta permanecer debajo de la portería la mayor parte del tiempo, mientras que otros son especialistas en avanzar, como si se trataran de un defensa más. El portero debería evitar en todo caso dejar la meta desguarnecida demasiado tiempo, lo que podría provocar intentos de gol o disparos a larga distancia. 

### Reflejos
El tiempo de reacción del portero debe ser el menor posible, y más aún en el fútbol profesional, donde la velocidad a la que llega el balón es muy elevada y los contrarios ajustan sus intentos de gol a lugares de la portería difíciles de alcanzar.

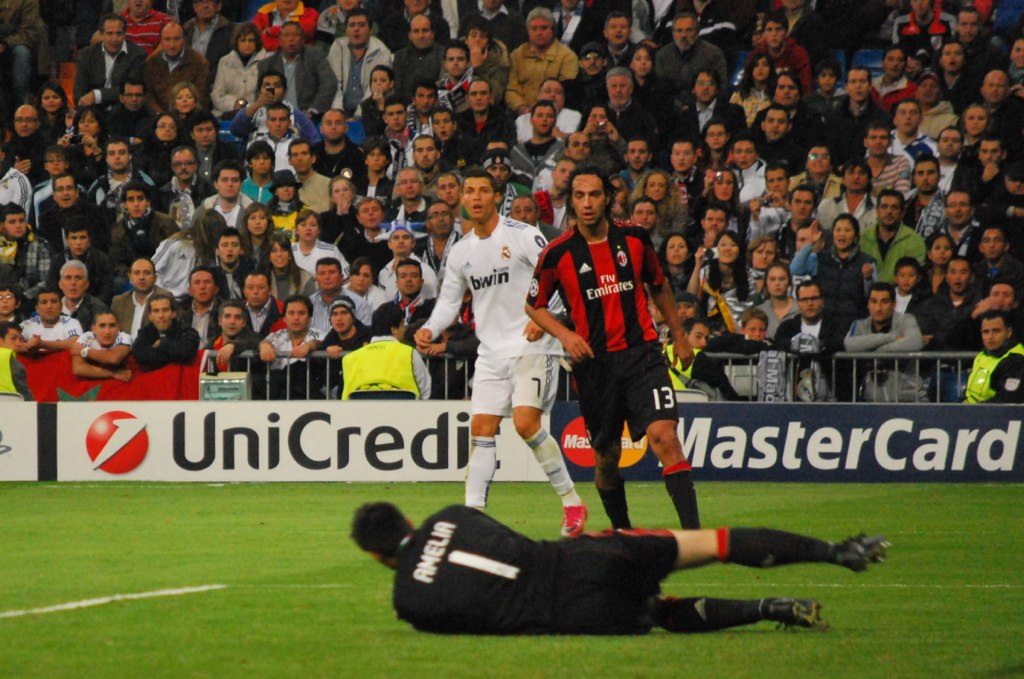
Marco Amelia, portero del AC Milan frente al Real Madrid en la Liga de Campeones 2010-11 en el Estadio Santiago Bernabéu

## Posiciones de la línea defensiva
También denominado zaguero central, o simplemente central, constituyen la base de la defensa. La numeración varía dependiendo del país, siendo común el 4 y 5 en Europa, 2 y 6 en Argentina, 3 y 4 en Brasil y 3 y 5 en Chile. La principal tarea del central es impedir que los jugadores del equipo opuesto, en especial los delanteros, marquen goles y sacar el balón de su propia área. La mayoría de los equipos juega con dos centrales, ubicados por delante del portero. Hay dos estrategias defensivas principales que utilizan los centrales: la defensa en zona, donde cada central cubre un área específica del campo, y la marca hombre a hombre, donde cada central tiene la tarea de cubrir a un jugador en particular del equipo contrario.
Otra característica de los defensores centrales, es su designación en función de su posicionamiento en el esquema de juego como primero o segundo.
El primer marcador central es el que sale al encuentro inicialmente sobre el jugador atacante. 
El segundo es quien, en caso de que sea superado su compañero, ejerce el relevo en la tarea defensiva de contención en segunda instancia, sobre el atacante que logró superar al primero.
Una pareja central  debe estar conformada por jugadores de distintas características. Uno debe ser inteligente (hablando en términos futbolísticos), pensante, de rápida reacción física y mental. En general se lo conoce como "líbero" y en tal condición puede desempeñarse por delante o por detrás de la línea de cuatro zagueros.
El otro, habitualmente se lo denomina como "stopper", es el hombre que sale a jugarse, a impedir el ataque contrario aún a riesgo de fallar en algún momento en su tarea, apoyado en la cobertura de segunda instancia que ejecutará su compañero central. 
Es usual que los centrales sean altos, fuertes, y tengan buen salto, cabeceo y marca. Ser un central exitoso también requiere ser capaz de concentrarse, leer bien el juego y ser valiente y decisivo al momento de marcar adversarios en situación de gol. A veces, en particular en ligas menores, los centrales se concentran menos en el control del balón y los pases, prefiriendo simplemente sacar la pelota de un modo "seguro". Sin embargo, existe una larga tradición de centrales con habilidad con el balón, que permiten desarrollar un estilo de juego basado en la posesión.
Los centrales usualmente van al campo contrario al momento de los lanzamientos de tiros de esquina y tiros libres, ya que su altura y salto les permite generar ocasiones de gol, mientras que las tareas defensivas son cubiertas por los laterales y/o los mediocentros defensivos. Una vez que la jugada termina regresan a su propio campo.

### Defensa lateral
También conocido como marcador de punta, o simplemente lateral, usan generalmente el dorsal 2, cuando es el lateral derecho, y el dorsal 3, cuando es el lateral izquierdo (en Europa). Con la aparición del esquema 4-4-2, "wingless" cumplían funciones puramente defensivas, pero con la revolución del fútbol con desdoblamiento de funciones pasaron a cumplir un rol mixto de defensa y proyección; sin embargo, siempre han jugado en forma más contenida, privilegiando lo primero a lo segundo. También aparecen en las formaciones 5-3-2 y 5-4-1 del catenaccio, donde tienen los costados a su disposición, cosa que no pasa con la formación 4-4-2, donde existen volantes por las bandas.
Por los costados de la defensa, son los encargados de taponar las subidas de los punteros y aleros, de ayudar en la permuta y relevos de las marcaciones, y reforzar el juego aéreo en el área central, si les toca rotar con los defensas centrales. En su faceta constructiva, los laterales cumplen funciones de distribuidor a distancia: ellos suben con la pelota por las bandas y suelen enviar centros al área rival para que los delanteros puedan marcar, de modo que deben tener conducción y habilidad de centrar. La principal diferencia con los carrileros es que los laterales juegan más contenidos, propios del fútbol táctico defensivo italiano e inglés, y también suelen ser más fuertes en la marca y más altos para el cabezazo.

### Defensa libre por la banda (carrilero)
Mayormente llamado carrilero y frecuentemente confundidos con los volantes del esquema 4-2-2-2 y son importantes en la conducción en un esquema 4-2-4. Estos defensas son como los laterales. Ellos tienen más tendencias a participar del ataque, con un juego más suelto y a veces con responsabilidades creativas a los costados de los tres cuartos de campo. Se diferencia de los volantes por las bandas, no solo por una cuestión posicional sino por una cuestión de perfiles de juego y de posibilidades en el despliegue. En la evolución del fútbol a lo que es ahora en día, los carrileros tienen una combinación de cualidades de laterales y de interiores. Por último, se diferencian de los defensas de medio campo y los laterales volantes, en cuanto, estos parten de los costados, pero no buscan las bandas al ataque, sino que suben volanteando por el centro del campo.
En relación con los perfiles de juego, los carrileros deben tener una gran capacidad física, ya que recorren muchas veces la banda para atacar, cortar balones en el medio campo, subiendo por las bandas, y, de nuevo, volver a posiciones defensivas cuando el equipo rival arma un ataque. Los carrileros suelen subir más frecuente por las bandas y con más peligro ofensivo que los laterales —que están más contenidos—; por tanto, se requiere que tengan excelente conducción del balón. Los carrileros deben ser buenos en el disparo a puerta y por supuesto deben centrar desde los costados al área rival.

### Defensa de medio campo (en desuso)
También conocidos como zagueros medios, half izquierdo y derecho o simplemente half back; fue una posición futbolística en desuso ahora, propia de la formación piramidal invertida de los años 30, que posteriormente persistió en los rasgos futbolísticos del lateral volante del fútbol brasileño de los años setenta. Esta posición de fútbol contaba con defensas que jugaban adelantados en la zona del medio campo y cubrían las subidas por las bandas desde el centro del campo. La principal distinción que lo diferencia del carrilero es que tanto el defensa de medio campo como el lateral volante no realizaban las carreras por las bandas en dirección al ataque, sino buscaban subir desde el costado hacia centro del campo repartiendo fútbol como si fuera un volante de salida o un habilitador. Los sistemas de juego que usaban eran el 2-3-5 para los defensas de medio campo y el 4-2-4 o el 4-4-2 con rombo para los laterales volantes.
Desde el defensa de medio campo al lateral volante existieron proyecciones de juego, incluso que usaban los mismos dorsales 4, 5 y 6. Por otro lado, los half back jugaban en la zona de contención en una línea de tres a ambos costados del volante de contención y los laterales volantes jugaban en la línea de cuatro defensas, pero ambos cubrían la misma zonas de juego. A diferencia del volante de contención, el defensa de medio campo no era responsable de cortar el juego en el centro del campo, sino que debía marcar la subida de los extremos y punteros desde posiciones adelantadas, presionando la salida y empujando hacia el ataque, como un lateral volante. Por último hay que destacar que las cualidades del half back y el lateral volante eran las mismas. Estos futbolistas tenían que ser fuertes en el quite y la anticipación de la pelota, veloces para alcanzar a los extremos y punteros, debían tener buen toque de balón para meterse por el medio y repartir fútbol.

## Posiciones de la línea media

### Mediocentro defensivo (pivote)
Dentro del once titular suele usar el dorsal 5 o el 6. Es el centrocampista que se encarga de realizar labores de contención, de recuperación y de destrucción del juego ofensivo del rival. Las formaciones más comunes en las que se utiliza esta demarcación son 4-2-3-1 (en este caso haciendo de doble pivote con otro MCD), 4-3-3 (en este caso el MCD estaría solo por detrás de una pareja de mediocentros organizadores), 4-4-2 en rombo y 4-1-4-1. Algunos también pueden ocupar el puesto de central, debido a sus virtudes en el juego defensivo.

### Mediocentro
Dentro del 11 titular suele usar el dorsal 8. Se encarga tanto de defender como de atacar y distribuir el balón, por lo que también se le suele llamar volante mixto. Es una de las posiciones más exigentes e importantes dentro de una formación. Las formaciones más comunes en las que se utiliza esta demarcación son 4-3-3, 4-4-2 o 4-1-4-1. Hay mediocentros organizadores que también pueden jugar como mediapuntas, ya que su labor en el terreno de juego se asemejan.

### Mediocampista externo (interior)
También llamado como volante lateral, estos jugadores suelen portar los dorsales 7 y 6 dentro del 11 titular. Son los centrocampistas que juegan por las bandas y que comúnmente se les suele confundir con los extremos y los carrileros. Su tarea es la de abrir el juego por las bandas para dejar espacio entre líneas, los cuales pueden aprovechar tanto los mediocentros como los delanteros. Una de las habilidades más destacadas de estos jugadores son sus centros, ya que una de sus tareas es la de surtir a los delanteros de balones aéreos.

### Mediocentro ofensivo
Dentro del 11 titular porta el dorsal 10. También llamado enganche o volante con llegada, es el centrocampista más adelantado y se sitúa por detrás de los delanteros; su función es la de coordinar el ataque del equipo, dar el último pase a los delanteros o aprovecharse de los huecos libres que deja la defensa rival. Suelen ser jugadores muy elásticos y con una visión de juego extraordinaria, algunos también poseen un gran talento y técnica para regatear o hacer diferentes filigranas. Al igual que ocurre con los MC, el puesto de MCO es uno de los más difíciles y relevantes dentro de una formación, ya que requiere que el jugador posea gran variedad de habilidades para poder desempeñar su tarea de forma satisfactoria. Las formaciones más comunes en las que se utiliza esta demarcación son 4-2-3-1, 4-3-3 o 4-4-2. Un ejemplo de esta posición en el fútbol es Kevin De Bruyne.

## Funciones del medio campo (fútbol español)

### Lateral volante
Primeramente fueron llamados half back, zagueros medios o defensas de medio campo; aquella era una posición futbolística propia de la formación piramidal de los años cuarenta que ahora se encuentra en desuso. Posteriormente a esta época los rasgos futbolísticos del half back persistieron especialmente entre los laterales volantes del fútbol brasileño en la escuela del jogo bonito durante los años setenta. Hay que decir por ejemplo, que los lateral volante y los half back (defensor de medio campo) recorrían la misma zona del campo, nada más que los primeros jugaban en la línea de cuatro defensas y el half back lo hacía a los costados de una línea de tres en la zona de contención en el medio campo de la formación piramidal, incluso, a diferencia del volante de contención, el half back no era responsable de cortar el juego en el centro de la cancha, sino que debía marcar hacia la subida de los aleros y punteros en posiciones adelantadas, presionando la salida y empujando hacia el ataque, tal y cual como un lateral volante. Por otra parte el defensor de medio campo y lateral volante tenían un estilo muy parecido, que a diferencia del carrilero o el volante por las bandas, no buscaba recorrer los costados de la cancha hasta llegar al ataque, sino que buscaba subir desde posiciones laterales hacia el centro del campo repartiendo fútbol como si se tratara de un verdadero volante de salida desahogando el juego y habilitando; ambos, lateral volante y half back cumplían funciones en la creación de juego.

### Volante de contención
También es llamado mediocentro defensivo, pivote u hombre ancla, normalmente usan el dorsal 5, en algunos países usan el 6 y suelen jugar sin un acompañante en el mismo rol. Son importantes sobre todo ubicados delante de los zagueros centrales en esquemas donde no se cuentan con stoppers, pero que a su vez se necesita un jugador que contenga las embestidas del ataque rival previo a la entrada de las áreas. A diferencia del volante de corte, este tipo de volantes juega en la retaguardia, juegan en zona. Ellos siempre deben ocupar posiciones defensivas del medio campo para esperar los contragolpes y desbaratar el peligro antes que llegue a las áreas. Por el contrario, el volante de corte tiene un carácter más agresivo, porque que no se espera en la retaguardia y recorre toda la cancha. Como los volantes de contención son buenos en la ubicación y la anticipación defensiva, no es raro que se desempeñen con igual calidad en la zaga, como líberos o centrales.

### Volante de corte
También es llamado mediocentro o recuperador de balones; ocasionalmente usa el dorsal 5 cuando ese número no está asignado a un defensa central o, si es así, números de dos dígitos desde el 13 hasta el 16, incluso en algunos países usan el 6. Su ubicación en la cancha se define a partir de la base de media cancha, pero cuando su equipo no tiene el balón, este jugador queda en total libertad de acción. Cuando se desbarata el ataque del propio equipo y empieza el contragolpe rival, quien debe estar más atento al inicio del juego oponente es volante de corte, pues mientras los demás compañeros corren a recuperar posiciones o esperan habilitación, él debe soltarse e ir sobre la pelota. En este sentido se diferencia tanto del stopper debe jugar en zona defensiva o de marcación y tanto del volante de contención, quien espera en su posición en la base del medio campo y no sube por la pelota. En si, el volante de contención y el volante de corte son mediocampistas defensivos, sin embargo uno juega en zona y el otro juega marcando hombre a hombre, por tanto este último es un jugador ideal si lo que se busca es un fútbol agresivo que imponga presión al rival para acorralarle en su campo. Como los volantes de corte son buenos en la marcación y el robo del balones, no es raro que se desempeñe con igual calidad en la zaga, como defensores de corte (stoppers, en inglés). Por último, este tipo de jugadores no cumple funciones de creación y no porque carezcan de habilidades técnicas, sino que al recuperar el balón para su equipo, debe buscar posiciones de resguardo y alerta por si se vuelve a perder la pelota.

### Volante de salida
También es llamado conductor de juego, volante central, centro half, mediocentro organizador y antiguamente centrojás. Juegan adelante de la zona de contención en la mitad de la cancha. Usa el dorsal 8 y a veces el 6  en la espalda. Tiene la opción de cumplir labores tanto defensivas como ofensivas, pero su tarea más importante es tener la capacidad para distribuir el balón a toda la cancha aportando claridad e inteligencia en el juego. Esta capacidad es importante para tanto para generar habilitaciones a distancia, como para lateralizar el balón con tenencia en el medio campo y juego en bloque.
Por lo anterior, se habla de la existencia de dos perfiles de volantes de salida, los distribuidores a distancia que busca alimentar a la delantera con pases largos creando ataque desde posiciones defensivas y protegidas, y los distribuidores de media cancha que reparten balones con pases cortos por la mitad del campo a modo de aduana del equipo, lateralizando y protegiendo el balón y haciendo progresar al equipo desde posiciones defensivas hasta el ataque. Los distribuidores a distancia suelen triunfar en el ambiente europeo con su fútbol táctico y contenido, por el contrario, los distribuidores de media cancha, suelen ser futbolistas sudamericano o españoles donde se usa y se abusa de la tenencia del balón, con un juego más lento y técnico.
El volante de salida debe aprender a mostrarse a todos los compañeros de la cancha y desmarcarse; muy en especial cuando se trate de desahogar el juego cuando se agobie a la defensa, pues, como su nombre lo dice, es el mediocampista encargado de la salida del balón desde las zonas peligrosas. Otra labor necesaria para un volante central es tener la capacidad para manejar el tempo en el juego de su equipo, lo que es una responsabilidad muy importante para lograr el manejo de los partidos con inteligencia. Si su equipo gana 2-0 en el segundo tiempo, el mediocampista organizador querrá quitarle velocidad al juego y dormir la pelota con toques cortos laterales o hacia atrás. Esto porque no hay mejor manera de cuidar un resultado que tener la pelota. Si el juego está empatado, es probable que el mediocampista busque lateralizar hasta obligar al rival a salir de su encierro para ahí sí enviar un pase entre líneas. Y si su equipo va perdiendo, y el rival se agrupa atrás, el mediocampista organizador agilizará un traslado más vertical hacia las inmediaciones del área contraria. Allí podrá intentar un remate desde afuera, abrir el juego hacia las bandas para generar centros sobre el área, o desnivelar con gambetas o regates. Por lo dicho y como característica especial, los volantes de salida debieran ser excelentes rematadores a distancia.
Estos presentan diferencias y similitudes con el volante de creación. Ambos aportan visión y claridad en la elaboración de juego, pero el volante de salida no juega tan expuesto en el ataque como un 10 clásico, ni es totalmente responsable de los tres cuartos de cancha. Si bien ambos tipos de volantes juegan muy libres por la cancha, la diferencia está en que los volante de salida siempre juegan rodeados de los suyos, sea en el catenaccio italiano o en el pragmatismo inglés, donde el volante de salida es clave para la alimentación del contraataque a partir de posiciones defensivas; sea en el tikitaka, donde el volante de salida siempre se va a encontrar rodeado de los suyos en caso de perder la pelota y debe saber moverse en el campo para mostrarse a sus compañeros. Sumado a esto, el volante de salida juega con mucha lateralidad; en cambio, el volante de creación juega con mayor triangulación en ataque en busca de un fútbol más incisivo. Para este, la calidad del pase entre líneas es muy importante; aquel, por otro lado, lateraliza con visión en inteligencia. El volante de creación juega "destruyendo la línea defensiva"; el volante de salida juega "administrando la pelota".

### Volante externo
El volante externo, también llamado volante por la banda, es el equivalente al interior del fútbol europeo, pero no debe ser confundido con el lateral volante ni con el delantero escorado a la banda (el extremo). Su juego se desarrolla casi siempre por el costado del terreno de juego en desdoblamientos defensivos y proyecciones en busca del ataque por las bandas. Es esto lo que los diferencia del lateral volante que "gira" desde el costado hacia el centro aportando claridad y distribución a la elaboración de radio corto. En lo cierto, el volante externo siempre trabaja por la banda. En su función creativa se encargan de principalmente de transportar el esférico hacia el campo rival con despliegue y dinámica, también es importante que envíen centros hacia el delantero de turno; ayudan a desahogar la salida de balones desde el fondo del campo o si es conveniente pasar el balón a algún jugador en el centro de la cancha. En su faceta ofensiva, pueden llegar a línea de fondo y enviar centros, incluso pueden rematar al arco si es que algún balón rebota hacia un costado del área. En su función defensiva, se encargan de recuperar balones circulando por el costado del terreno con mucho repliegue y cobertura. A diferencia de los extremos y puntas no se le exige gol, a diferencia de los carrileros, no se les exige que respondan en función del esquema defensivo. Su mayor aporte puede ser tanto la salida, el despliegue y la recuperación con mucha dinámica o en su defecto la habilitación de balones a distancia en jugadas "aéreas" o contragolpes. En efecto, estas dos cualidades tienden a configurar dos perfiles distintos entre los volantes externos muy dinámicos y verticales, como otro grupo de volantes externos que aportan claridad en la salida y distribución a distancia.
Mayormente este tipo de volantes son jugadores rápidos, con muy buena conducción de balón y con habilidad para retenerlo en la subida, también debe tener algo de marca y por supuesto debe ser buenos para enviar centros cruzados sobre el área rival. Históricamente, el jugador que usaba el dorsal 7 era el llamado interior derecho o volante mixto, que cumplía funciones de recuperación y también de creación de juego. Con la evolución del fútbol, apareció la variante que se describe anteriormente: los interiores derechos y los interiores izquierdos. Dependiendo de su proyección ofensiva y velocidad a menudo muchos se convierten en mediapuntas o extremos. En otros casos prima la faceta defensiva convirtiendo volantes en carrileros con mucha cobertura y velocidad.

### Volante mixto
El llamado volante central usa el dorsal 8 en la camiseta y a veces el 7, raras veces el 10. También es llamado mediocentro organizador o box-to-box midfielder en inglés. Es frecuente ver dos de ellos jugando en la dos por dos volantes por las bandas a los costados o en un 4-2-3-1 en el centro acompañado de dos mediapuntas o volantes con llegada. Este tipo de volante puede cumplir funciones creativas parecidas al volante de creación encargado de tres cuartos de cancha, por lo tanto se le puede denominar trequartista. Sin embargo, y a diferencia del volante de creación —que juega libre—, el volante mixto debe ir y venir retrocediendo a recuperar posiciones si su equipo pierde el balón en ataque. El volante mixto es por tanto un jugador ideal para equipos con disposición defensiva. Este tipo de futbolista debe tener mucha dinámica y velocidad, porque así aporta fluidez en la creación. Puede ser más completo que el volante de creación desde una perspectiva puramente tacticista, pero por sus características táctico-defensivas no encajaría en una disposición de ataque pues condicionaría al equipo jugando muy contenido y con menos libertad. Redondeando podemos decir que el volante mixto es un futbolista de buena técnica, no muy cerebral ni basa su fútbol en la claridad de distribución, pero si es muy táctico y aporta gran fluidez a los sistemas de juego. Como agregado a su juego sería ideal que un jugador como este tenga buen remate de distancia e incluso llegue al gol.

### Volante de enlace
También llamado enganche su dorsal tradicional es el 8 como también se le asigna el 10. Aparece en los esquemas 4-4-1-1, dirigiendo los despliegues de su equipo en contraataques, aparece en los sistemas 3-5-2 y 4-2-3-1 por la zona ofensiva del medio campo. El volante de enlace o enganche es posiblemente la posición más importante del fútbol moderno, pero no debe confundirse con el perfil de un 10 clásico.
Es el trequartista por excelencia (encargado de tres cuartos de cancha). Una de las principales funciones de estos jugadores es la tarea de enganchar al resto del equipo con los atacantes por medio de la contundencia en la conducción del balón por el medio campo. Muchas veces el volante de enlace es indispensable en la media cancha cuando su propio equipo juega muy contenido y se hace necesario ceder la creación de juego a un solo jugador que a sí mismo sepa distribuir aprovechando el despliegue y desdoblamiento de su equipo. A diferencia del volante mixto, este futbolista no cuenta con el notable despliegue físico del anterior, ni cumple prioritariamente con responsabilidades defensivas, pero si cuenta con una mayor visión y tiempo sin perder por aquello la dinámica. La diferencia con el mediapunta es que este último obligatoriamente debe tener vértigo y llegada al gol, cosa que al enganche no se le obliga, pues debe estar más preocupado de bajar a recibir balones y "girar".
Este futbolista se debe caracterizar por ser un gran distribuidor de balones en ataque, debe contar con remate a distancia y conducción. El volante de enlace debe obligatoriamente ser un futbolista ordenado y limpio tácticamente que sea un ejemplo de juego para su equipo. De preferencia en Europa (Alemania, Francia e Inglaterra), se juega mucho al primer toque de balón y en este sentido el volante de enlace es indispensable porque aporta fluidez y dinámica al sistema de juego. Por lo mismo, el enganche dicta mucho de parecerse al volante de creación, ya que aquel juega más enmarañado. El volante de enlace tiene un fútbol más adecuado a la dinámica y la fluidez, en cambio, el 10 clásico sudamericano se detiene en la elaboración de las jugadas más complejas, aportando improvisación y el manejo de los tiempos. El volante de enlace nunca improvisa porque tiene la idea de juego predeterminada en la cabeza y dicta el juego que desde la banca se ha pensado para el equipo. El volante de enlace aporta claridad y, por tanto, fluidez; el 10 clásico sudamericano es más lento, pero, por lo mismo, más elaborado y más cerebral.

### Volante de creación
El volante de creación tiene tres tareas muy importantes: jugar de espalda, saber girar, retener y conducir el balón en tres cuartos de cancha; jugar con claridad incisiva en el ataque rompiendo la línea defensiva del rival con triangulaciones y pases entre líneas; y, por último, manejar los tiempos y ritmos del partido. Al igual que el volante de enlace, una de las principales funciones de estos jugadores es la tarea de conectar (para no decir enganchar) al resto del equipo con el ataque, por medio de la buena conducción del balón, por lo que se los puede catalogar de tetraquartistas. El 10 clásico debe saber "esconder la pelota" a los contrarios, driblar y resistir las faltas cuando sube con sorpresa. Por otra parte, y a diferencia del volante de salida que administra el juego, un volante de creación se las ingenia para "destruir" la defensa oponente. El volante de creación y el volante de salida se parecen en cuanto que ambos son agentes de elaboración de juego. Sin embargo, el primero juega expuesto triangulando en la zona de ataque, habilitando con pase filtrado y destruyendo la defensa. El segundo, por su parte, genera fútbol con mayor lateralidad, no es tan incisivo como paciente: a veces juega con distribución a larga distancia y menos pase filtrado. Los volantes de creación también son responsables ser ser más incisivos, creando situaciones de gol con pases incisivos e inteligentes (pases filtrados), para que los delanteros puedan "definir ". Deben tener no solo visión, sino calidad en el pase filtrado. Este es un punto clave para entender al volante de creación y distanciarlo del volante de enlace europeo, pues el europeo juega con mayor claridad y fluidez, aportando ritmo. No obstante, el clásico 10 sudamericano juega más enmarañado y todavía más elaborado. Pisa el balón, conduce, levanta la cabeza, pues se toma su tiempo para armar una jugada más compleja, como una pared o un pase filtrado, a la hora de enfrentar y desarmar las líneas defensivas del equipo rival. Sin duda, el volante de creación sudamericano es más cerebral y enmarañado que el volante europeo. La otra tarea igual de importante para el 10 clásico debe ser la de manejar los tiempos y las redes del equipo. Debe improvisar el fútbol, ingeniar y crear el juego a modo de director técnico dentro de la cancha. Por el contrario, la mayor diferencia con un mediapunta o un volante mixto sería que el creador no tiene la obligación de volver a defender o hacer goles, sino que juega con mucha mayor libertad. El 10 clásico no juega contenido ni responde a estilo tecnicista de fútbol, muchos asumen en esto la razón por la cual el volante de creación no prospera en Europa pero si lo hace en Sudamérica. El sentido de tener al volante de creación como un futbolista libre por el centro y con ritmo más bien pausado, se debe a que es necesario mantener un jugador preocupado de estar desmarcado y que sea capaz de "girar" cuando recibe el balón en tres cuartos de cancha. En si los volantes de creación son a quienes se les otorga la responsabilidad mayor de manejar el juego de su equipo; de ellos depende que su equipo juegue bonito buscando el ataque con improvisación, triangulación y sorpresa. Mientras en el fútbol europeo todo es ordenado y planificado desde la banca, en Sudamérica el volante de creación se vuelve el verdadero director técnico dentro de la cancha improvisando y manejando la elaboración juego. En sí, esto es lo que identifica y distingue de otras maneras de ver y entender el fútbol porque en otros estilos se privilegia la dinámica por sobre la clarificación de jugadas.
Para lograr que un volante de creación pueda responder a las expectativas, es necesario que ellos se puedan adueñar de la pelota para quitar el medio campo al rival, por tanto deben contar con mucha técnica, conducción y regate para de esta manera puedan sobrellevar las férreas marcaciones en su paso por entre las defensas. Lo más importante de todo es que el volante de creación debe tener mucha inteligencia y visión, pues así podrá realizar buenas habilitaciones al atacante o para manejar los tiempos de juego eligiendo cuando dar pases y sorprender al rival o cuando no dar pase y seguir tocando el balón con el medio campo. En fin debe poner todo su talento y genialidad en generar espacios por tanto hay que decir que este es un rol muy cerebral dentro del juego que va más allá de ser un peón en la cancha a ser el director del juego dentro de la cancha. Si su equipo gana 2-0 en el segundo tiempo, el 10 querrá quitarle velocidad al juego y dormir la pelota con toques cortos laterales o hacia atrás. Esto porque no hay mejor manera de cuidar un resultado que tener la pelota. Si el juego está empatado, es probable que el 10 busque lateralizar hasta obligar al rival a salir de su encierro para ahí sí enviar un pase entre líneas. Y si su equipo va perdiendo, y el rival se agrupa atrás, el 10 agilizará un traslado más vertical hacia las inmediaciones del área contraria. Así podrá intentar un remate desde afuera, abrir el juego hacia las bandas para generar centros sobre el área, o desnivelar con gambetas o regates. El 10 clásico es un futbolista eminentemente cerebral.

### Volante con llegada
El volante de enlace es también llamado mediocentro o insider en la formación piramidal, en el fútbol moderno juegan, básicamente en los sistemas 4-2-3-1. Tradicionalmente usan el dorsal 8 y ocasionalmente el 10 en la espalda. El enlace juega en una posición de transcisión al ataque, por lo que una de sus responsabilidades es marcar goles. Sin embargo, también cuenta con obligaciones defensivas, y debe crear y repartir fútbol por el medio campo con mucha dinámica y fluidez. En pocas palabras, es un delantero con responsabilidades en tres cuartos de cancha.
Generalmente son futbolistas muy hábiles y regateadores sin dejar de ser muy tácticos, pero por sobre son todo potentes para avanzar desde el mediocampo hacia el ataque, pues su sello distintivo como jugador es aportar con el vértigo (a veces también la sorpresa). Este tipo de futbolista son muy completos y se adaptan muy bien en el fútbol europeo ya que es estilo uno mucho más táctico-defensivo por ejemplo, que el fútbol sudamericano. Quizás la mayor diferencia entre este jugador y el volante de creación es que este último juega más suelto y tiene más visión, pero el volante con llegada tiene más gol y dinámica. Uno aporta claridad, improvisación y tempo, el otro aporta fluidez, dinámica y despliegue. También se diferencia del volante mixto, en que en aquel juegan mucho más retrasado, contenido y en esquemas mucho más defensivos.

## Posiciones de la línea delantera

### Delantero centro
También se les denominan como delantero centro o ariete en España, delantero neto en Sudamérica, delantero de área en Argentina o, simplemente, como definidor. Estos jugadores son usualmente los encargados de anotar la mayoría de los goles de un equipo. Tanto los centrocampistas como los extremos deben constantemente facilitarle el balón. Su dorsal clásico es el 9, aunque es frecuente para los delanteros suplentes usar el 18, 19, 20 y 22.
El clásico ariete es aquel que juega en el área rival, creándose espacios y esperando que sus compañeros le cedan la pelota para poder anotar. Son jugadores con muy buena puntería, reflejos rápidos, típicamente altos y fuertes y que se destacan por su potente remate o su juego aéreo, siendo además capaces de capitalizar hasta la más mínima oportunidad para marcar. Su función capital es simplemente la de meter la pelota dentro de la portería así que son los llamados goleadores de raza.
A este tipo de delanteros les acomoda jugar cuando esperan pelotazos o centros al área rival en una táctica de ataque estático como en el fútbol inglés, por lo que se les pide, dominio del tiempo y espacio para remates de cabeza o de volea con ambas piernas, por tanto, ellos deben correr muy bien la cancha para buscar un buen posicionamiento y recepción. En el fútbol europeo los delanteros netos deben tener un fútbol de toque fulminante para recepcionar y disparar al arco de manera que sorprendan a la defensa del equipo rival y de esta forma se libren de la marcación, por eso también se les pide que sean oportunistas cazadores furtivos, que hostiguen y presionen a los defensas y tengan olfato de gol para meter adentro todas las pelotas que den bote dentro del área. Otra táctica que les acomoda a los delantero netos es el contragolpe, donde necesitan mostrar gran velocidad, fuerza y definición pues deben superar la aceleración y la fuerza de los defensas para luego resolver rápidamente el mano a mano contra el arquero rival.

### Mediapunta
También llamado mediocentro ofensivo. En el fútbol moderno juegan, básicamente en los sistemas 4-2-3-1. Tradicionalmente usan el dorsal 8 y ocasionalmente el 10 en la espalda. El mediapunta juega en una posición de ataque y tiene la tarea de marcar goles, pero también cuenta con obligaciones defensivas, así mismo debe crear y repartir fútbol con mucha dinámica y fluidez por el medio campo; por tanto también pasan por ser centrocampistas.
Si una segunda punta juega libremente por el centro a modo de satélite del ariete, el mediapunta juega más contenido, pensando en la ida y vuelta del ataque y la defensa, pero también en la creación. Este tipo de futbolistas es muy completo y se adapta muy bien al fútbol europeo pues este es mucho más táctico-defensivo, por ejemplo, que el fútbol sudamericano. Por otro lado, la mayor diferencia entre este tipo de jugador y el volante de creación es que este último juega más suelto y tiene más visión del campo, pero el mediapunta siempre tendrá más gol. A este jugador se le suele conocer como "falso centro delantero" o "falso 9" (en alusión al dorsal que suelen llevar esta última clase de jugadores).

### Segundo delantero
El segundo delantero o segunda punta se sitúa inmediatamente por detrás del centro delantero. Suelen ser jugadores muy técnicos, movilidad y que aportan gran claridad en la elaboración de ataque; No son necesariamente futbolistas altos y fuertes, ya que su labor no lo requiere. La labor principal de una segunda punta es la de abrir huecos en la defensa, finalizar con éxito las jugadas y proveer de asistencias de gol a sus compañeros. No es un delantero fijo de área, pues tiende a bajar unos metros para apoyar al mediocampo y participar en la creación de jugadas —aunque esa no sea su labor nominal—. Deben ser capaces de cambiar de flanco, moverse y mostrarse para repartir fútbol en el ataque. Se diferencia del mediapunta en cuanto no baja al medio campo con obligaciones defensivas y juega más suelto. Se diferencia del puntero en cuanto no se ubica en el costado de la cancha sino más bien a modo de satélite del punta neto. En si estos futbolistas juegan con mucha libertad en el ataque a diferencia del resto de los atacantes y tiene mayor responsabilidad de gol que los otros dos delanteros, el mediapunta y el puntero. Son futbolistas indispensables en formaciones como el 4-4-1-1 o el 4-3-1-2 o el 2-3-5.

### Delantero (en desuso)
Es el antiguo centro delantero o centroatacante que jugaba en la formación piramidal 2-3-5 y como lo indica su dorsal número 7, este delantero jugaba en el centro del ataque, a modo de orquestador del juego. Casi tiene las mismas cualidades de una segunda punta de hoy en día, pero la única diferencia es que el segunda punta juega de satélite del punta neto, en cambio el centro delantero era el eje principal del todo el ataque. Hoy por hoy, esta posición está en desuso.
Podríamos decir que el centro punta es como un volante de creación porque de cierta forma, tuvo un juego muy cerebral y de claridad en la elaboración de jugadas en la delantera, pero a diferencia del anterior juega exclusivamente en el ataque. El centro punta a diferencia del volante de creación, no era un trequartista, o sea que su principal tarea no era "bajar" a buscar balones desde el medio campo para trasladarlos por la cancha. Este tipo de jugador debía cumplir aún mayores tareas en el ataque. Por lo tanto, como ya se especificó, un centro punta se asemeja más a una segunda punta, porque tenía labores tales como las de ser capaz de cambiar de flanco, moverse y mostrarse para repartir fútbol en el ataque, así mismo debía abrir huecos en la defensa, finalizar con éxito las jugadas, proveer de asistencias y habilitaciones a sus compañeros y por sobre todo hacer muchos goles. Sin embargo esta variedad de cualidades también lo distinguía claramente de una punta neto quienes son más especializados en la definición, incluso, los centro delanteros no eran necesariamente futbolistas altos y fuertes, pero además de finiquitación deben tener visión de campo y creatividad en el juego.

### Puntero
Conocido como puñal, falso extremo o extremo a pie cambiado en España o winger en inglés, también denominado como delantero interior en el sistema 2-3-5 y actualmente juegan en el ataque a ambos costados de la formación 4-3-3 o 3-3-1-3. Su dorsal tradicional ha sido el 7 y el 11, dependiendo de en qué banda jueguen. Suelen ser jugadores con mucho vértigo, velocidad y con un mayor control del balón. Físicamente son algo más pequeños que los centrodelanteros pero muy hábiles y creativos. Los punteros se diferencian de los aleros porque no buscan la banda hasta el final de la cancha, sino que se mueven desde las bandas hacia el arco utilizando la jugada denominada la diagonal y encarando a la defensa y al arquero. Esto es una diferencia importante en el estilo y la forma de juego. Jugar con extremos significa un fútbol con un ataque más estático esperando el centro, jugar con punteros, implica mayor movilidad del balón. Otra cosa es que a los punteros se les pide más goles que a los extremos y suelen ser muy buenos para la gambeta y encarar a las defensas.

### Extremo
Este tipo de futbolista —también denominado alero o delantero exterior— jugaba en el antiguo estilo 2-3-5. Ya en el posterior auge del sistema 4-4-2 (la famosa formación wingless, ‘sin alas’ en inglés) en los 60, se privilegiaba jugar sin extremo, pero en los 70, con el auge de la naranja mecánica, volvieron a aparecer en el sistema 4-3-3 a los costados del ataque. Su dorsal tradicional ha sido el 7 y el 11, dependiendo de en qué banda jueguen. Son jugadores que básicamente se mueve pegado a la banda, avanzando por ahí hasta el final de la cancha, desbordando y enviando centros al delantero o pases-gol, pase de la muerte. En cuanto a sus características como futbolistas, suelen ser muy veloces y ser precisos para mandar grandes centros de cualquier punto hacia el área y en velocidad. Tienden a ser los dueños de los tiros libres y, si pueden, rematan de distancia.